# 中華國賓商業大樓
22°59′52″N 120°12′41″E / 22.99778°N 120.21139°E

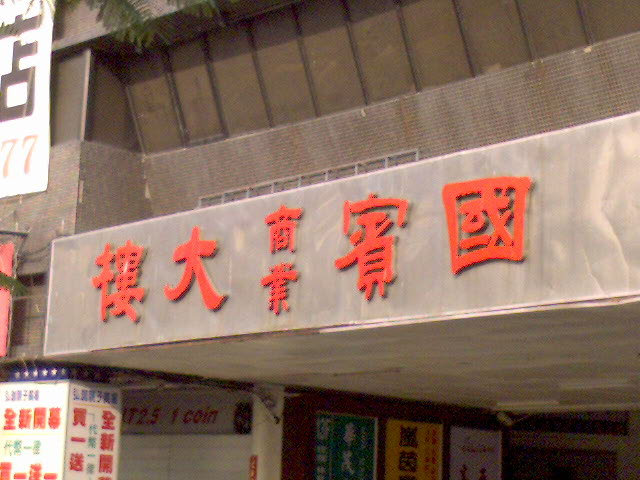
國賓商業大樓入口

中華國賓商業大樓，為臺灣中華日報社與尚業營造工程公司出資合建，在臺灣臺南市成功路上興建的大樓。該建築地上14層、地下2層，為鋼筋混凝土結構。興建期間為1982年至1984年，落成後取代中山路太子大樓、延平商業大樓成為臺南市第一高樓。該地為三井物產臺南支店、勸業銀行臺南支店及臺南新報舊址，第二次世界大戰後原臺灣新報建物由中華日報社使用，後拆除再新建大樓。2007年12月，國有財產局（今財政部國產署）向中華日報提出訴訟追討中華日報名下的國賓大樓基地產權，2008年11月國產署勝訴、中華日報上訴，2023年1月完成整建工程將外牆翻新，2024年1月25日最高行政法院判決國民黨旗下的中投公司及欣裕台兩公司的資產移轉國有、全案確定，中投公司旗下的中華日報所有資產亦將收歸國有。